# 장민석 (야구인)
장민석(張珉碩, 1982년 5월 9일 ~ )은 전 KBO 리그 한화 이글스의 외야수이다. 원래는 투수로 입단했으나, 2008년에 외야수로 전향했다. 개명 전 이름은 장기영(張岐英)이다.

## 현대 유니콘스시절
원래는 좌완 투수였지만 2001년 데뷔 때부터 2003년까지 5경기에만 등판했다. 이후 별다른 활약을 나타내지 못하고 2004년 5월에 현역으로 입대하여 군 복무를 마쳤다.

## 넥센 히어로즈시절
제대한 후 어깨 부상이 지속되어 은퇴 위기에 몰렸으나, 2008년 2군에서 당시 타격코치였던 김응국의 권유로 외야수 전향을 선언했다. 2009년 말 주전 외야수였던 이택근이 LG 트윈스에 트레이드되자 곧바로 주전으로 기회를 잡아 2010년 넥센 히어로즈의 새로운 톱타자로 자리잡았다. 이듬해 2010년 시즌 활약을 인정받아 많은 경기에 출장하였다. 2013년에는 데뷔 후 처음으로 포스트시즌에 출전했으며, 시즌 후 현재 이름으로 개명하였다.

## 두산 베어스시절
2013년 11월 26일 내야수 윤석민을 상대로 두산 베어스에 트레이드되었다. 트레이드 된 이후 이종욱이 FA를 통해 NC 다이노스로 이적하면서 이종욱이 사용했던 39번이 결번이 되었고, 두산 베어스 코칭스태프들은 이종욱과 같은 활약을 기대하면서 그에게 등번호 39번을 넘겨주었다. 하지만 얼마 못 가 넥센 히어로즈 초창기 시절에 달았던 62번을 다시 달았다.

## 한화 이글스시절
2차 드래프트를 통해 이적하였다.
2016시즌 시범경기 활약하면서 기대를 모았지만 정규시즌에서는 별로 좋은 모습을 보여주지 못하였다.
2017시즌에는 일본프로야구 나카무라의 타격폼을 모티브로 하여 변화를 줬고 시즌 초반(4월~5월) 2010년 이후 최고의 타격 페이스를 보여주며 커리어하이를 기록하는듯 했으나 점점 페이스가 떨어지더니 시즌 중반 2군으로 강등된다. 

## 출신 학교
- 감천초등학교
- 대동중학교
- 경남고등학교

## 통산 기록

### 투수 기록
| 연도 | 팀명  | 평균자책점 | 경기 | 완투 | 완봉 | 승 | 패 | 세 | 홀 | 승률 | 타자 | 이닝 | 피안타 | 피홈런 | 볼넷 | 사구 | 탈삼진 | 실점 | 자책점 |
| ---- | ----- | ---------- | ---- | ---- | ---- | -- | -- | -- | -- | ---- | ---- | ---- | ------ | ------ | ---- | ---- | ------ | ---- | ------ |
| 2001 | 현대  | 0.00       | 2    | 0    | 0    | 0  | 0  | 0  | 0  | -    | 7    | 2    | 0      | 0      | 1    | 0    | 2      | 0    | 0      |
| 2002 | 현대  | 0.00       | 1    | 0    | 0    | 0  | 0  | 0  | 0  | -    | 3    | 0.1  | 2      | 0      | 1    | 0    | 0      | 0    | 0      |
| 2003 | 현대  | 0.00       | 1    | 0    | 0    | 0  | 0  | 0  | 0  | -    | 1    | 0.2  | 0      | 0      | 0    | 0    | 0      | 0    | 0      |
| 통산 | 3시즌 | 0.00       | 4    | 0    | 0    | 0  | 0  | 0  | 0  | -    | 11   | 3    | 2      | 0      | 2    | 0    | 2      | 0    | 0      |

### 타자 기록
| 연도 | 팀명     | 타율  | 경기 | 타수 | 득점 | 안타 | 2루타 | 3루타 | 홈런 | 타점 | 도루 | 도실 | 볼넷 | 사구 | 삼진 | 병살 | 실책 |
| ---- | -------- | ----- | ---- | ---- | ---- | ---- | ----- | ----- | ---- | ---- | ---- | ---- | ---- | ---- | ---- | ---- | ---- |
| 2008 | 우리     | 0.000 | 9    | 4    | 1    | 0    | 0     | 0     | 0    | 0    | 1    | 1    | 0    | 0    | 2    | 0    | 0    |
| 2009 | 히어로즈 | 0.000 | 15   | 25   | 3    | 5    | 1     | 0     | 0    | 1    | 5    | 0    | 1    | 0    | 5    | 1    | 0    |
| 2010 | 넥센     | 0.283 | 119  | 435  | 60   | 123  | 16    | 10    | 1    | 47   | 41   | 14   | 41   | 1    | 74   | 6    | 7    |
| 2011 | 넥센     | 0.242 | 84   | 265  | 35   | 64   | 8     | 1     | 3    | 15   | 11   | 7    | 16   | 2    | 54   | 4    | 3    |
| 2012 | 넥센     | 0.246 | 116  | 414  | 64   | 102  | 9     | 5     | 8    | 35   | 32   | 10   | 40   | 3    | 67   | 1    | 3    |
| 2013 | 넥센     | 0.242 | 115  | 360  | 54   | 87   | 16    | 2     | 2    | 30   | 20   | 11   | 35   | 0    | 63   | 4    | 8    |
| 2014 | 두산     | 0.200 | 45   | 70   | 16   | 14   | 4     | 1     | 0    | 8    | 5    | 1    | 3    | 1    | 16   | 0    | 0    |
| 2015 | 두산     | 0.189 | 53   | 53   | 15   | 10   | 2     | 0     | 0    | 4    | 0    | 1    | 7    | 1    | 13   | 0    | 0    |
| 2016 | 한화     | 0.229 | 98   | 205  | 38   | 47   | 7     | 3     | 1    | 16   | 3    | 3    | 16   | 0    | 44   | 3    | 3    |
| 2017 | 한화     | 0.278 | 88   | 299  | 38   | 83   | 9     | 0     | 1    | 21   | 8    | 4    | 15   | 0    | 58   | 4    | 3    |
| 통산 | 10시즌   | 0.251 | 742  | 2130 | 324  | 535  | 72    | 22    | 16   | 177  | 126  | 52   | 174  | 8    | 396  | 23   | 27   |